# 圣迹苍岩
圣迹苍岩，位于中国广东省河源市连平县内莞镇小洞村，为河源市连平县的一个县级文物保护单位，类型为石窟寺及石刻，公布时间为1986年1月。
圣迹苍岩的历史年代为不祥。